# 希青

区徽

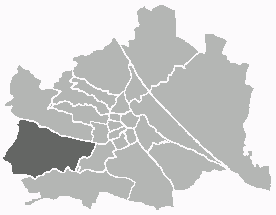

希青 (德語：Hietzing，發音：[ˈhɪtsɪŋ] ⓘ) 是维也纳的第十三区，位于该市的最西部，东面毗邻迈德灵。南侧为利辛区，北侧隔维也纳河与彭青（Penzing）和鲁道夫斯海姆-芬夫豪斯（Rudolfsheim-Fünfhaus）相望。这是一个住宅区，但也包含维也纳森林的一部分，以及美泉宫。面积37.7km2，人口51,120。

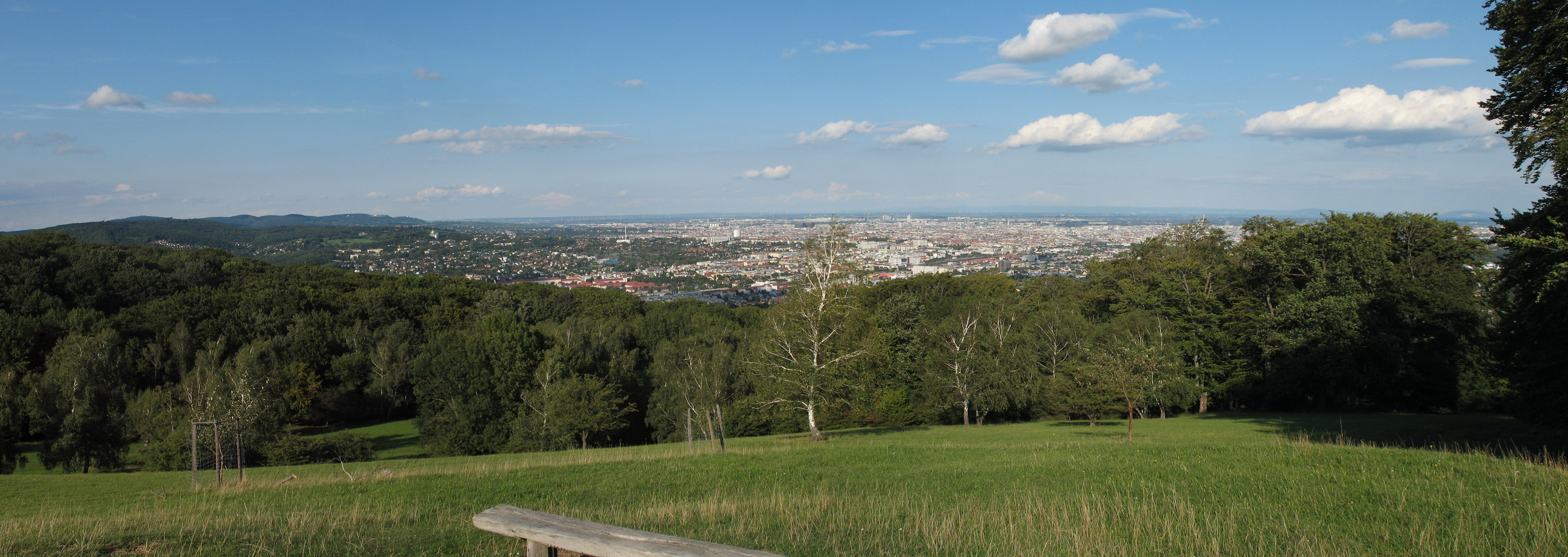
Lainzer Tiergarten
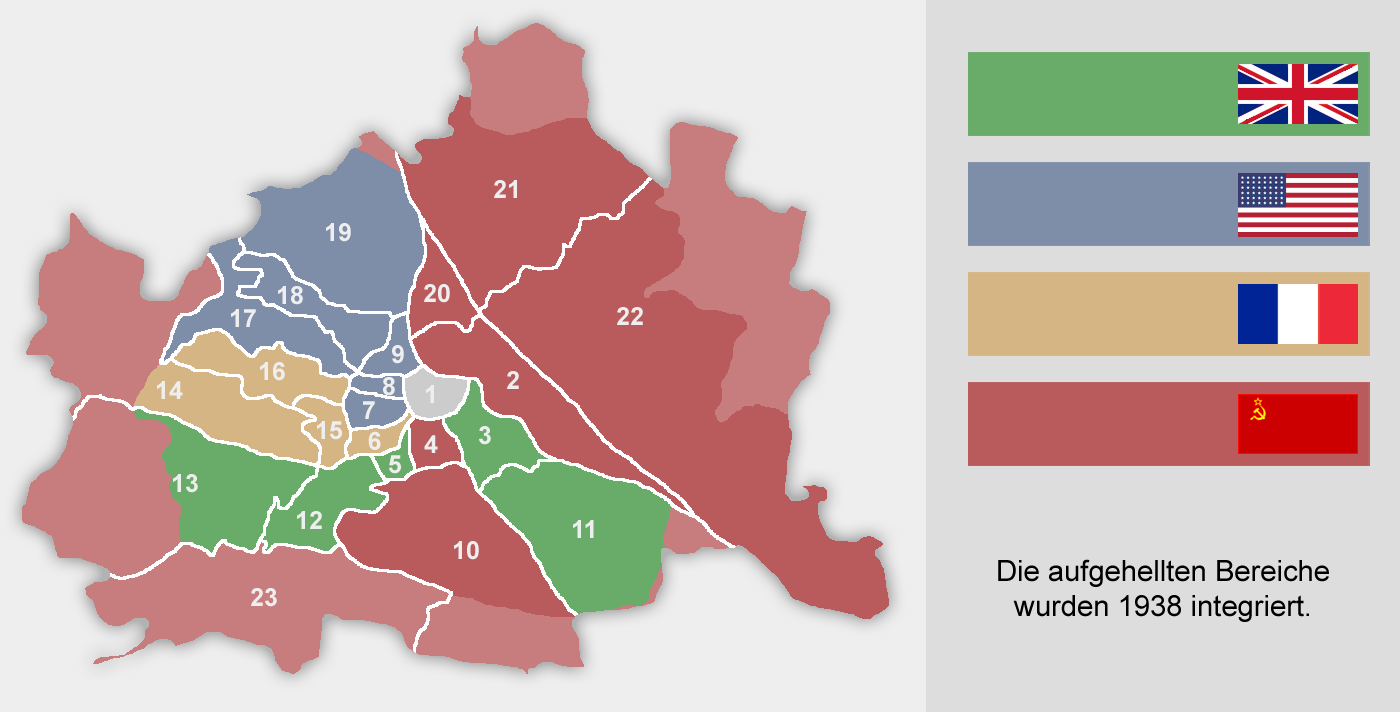
1945-1955年，该区分别由英国和苏联占领
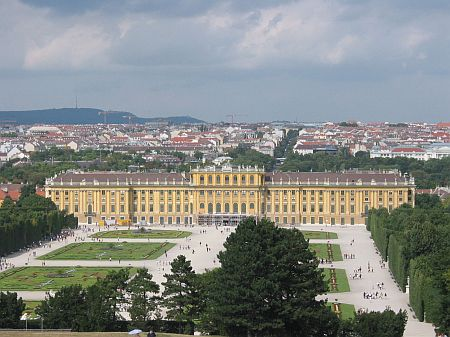
美泉宫
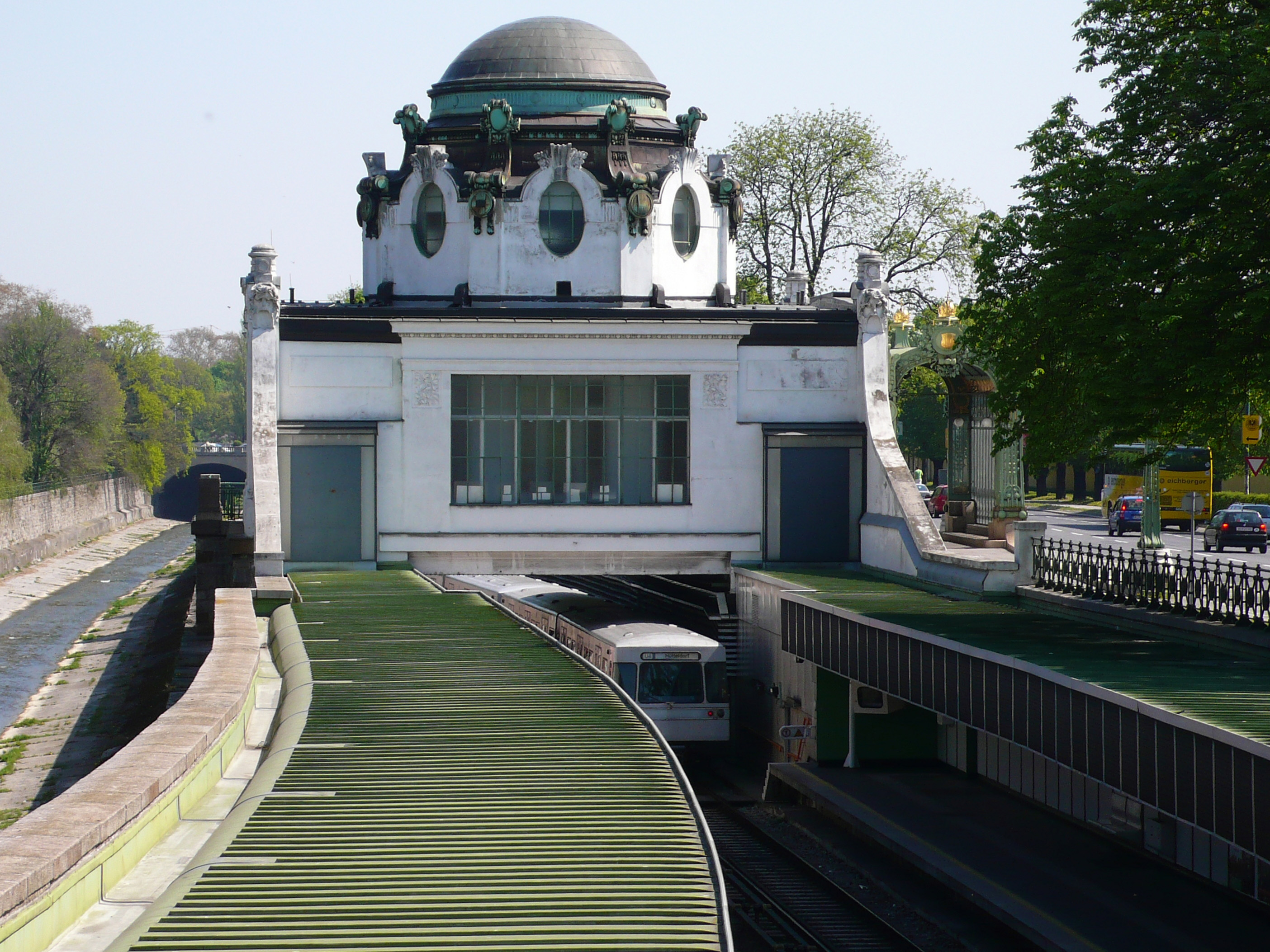
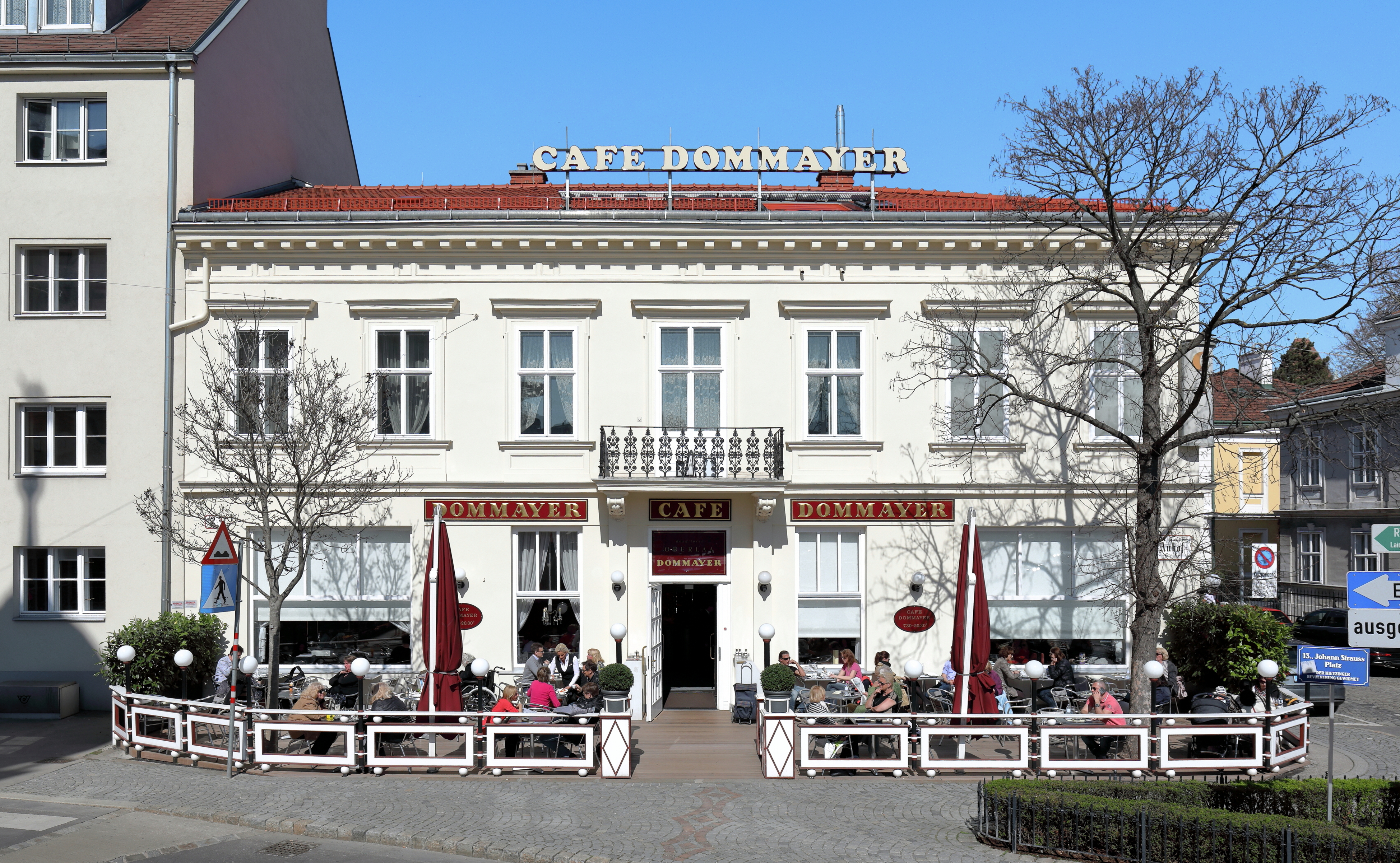
Café Dommayer